# Université nationale coréenne de l'agriculture et de la pêche
Université nationale coréenne de l'agriculture et de la pêche (KNUAF / Korea National University of Agriculture and Fisheries / 국립한국농수산대학교) est un institut universitaire national de Corée du Sud situé à Jeonju dans le Jeolla du Nord